# Акпатер
Акпатер (каз. Ақпатер, до 1993 г. — Порт-Артур) — село в Казталовском районе Западно-Казахстанской области Казахстана. Административный центр Акпатерского сельского округа. Код КАТО — 274833100.
Село расположено на реке Большой Узень.

## Население
В 1999 году население села составляло 1220 человек (595 мужчин и 625 женщин). По данным переписи 2009 года, в селе проживало 1077 человек (522 мужчины и 555 женщин).